# Oleria susiana
Oleria susiana är en fjärilsart som beskrevs av Cajetan Freiherr von Felder 1862. Oleria susiana ingår i släktet Oleria och familjen praktfjärilar. Inga underarter finns listade i Catalogue of Life.